# Velagići
Velagići är ett samhälle i Bosnien och Hercegovina.   Det ligger i entiteten Federationen Bosnien och Hercegovina, i den västra delen av landet, 150 km nordväst om huvudstaden Sarajevo. Velagići ligger 350 meter över havet och antalet invånare är 4 972.
Terrängen runt Velagići är huvudsakligen kuperad, men den allra närmaste omgivningen är platt. Närmaste större samhälle är Ključ, 4,3 km sydost om Velagići. 
Omgivningarna runt Velagići är en mosaik av jordbruksmark och naturlig växtlighet. Runt Velagići är det ganska tätbefolkat, med 93 invånare per kvadratkilometer.